# Podlipnické kostely

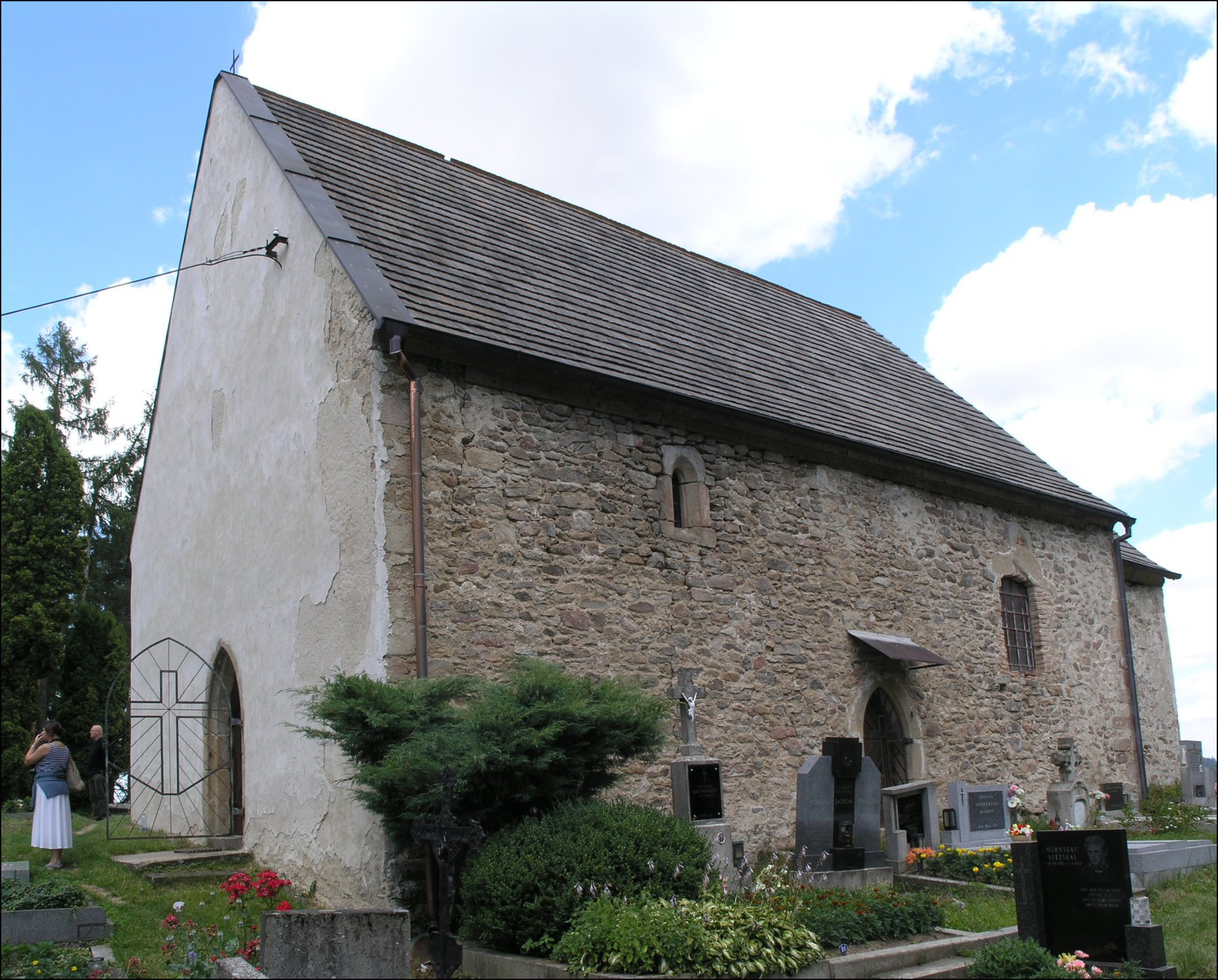
kostel svatého Jiří v Řečici

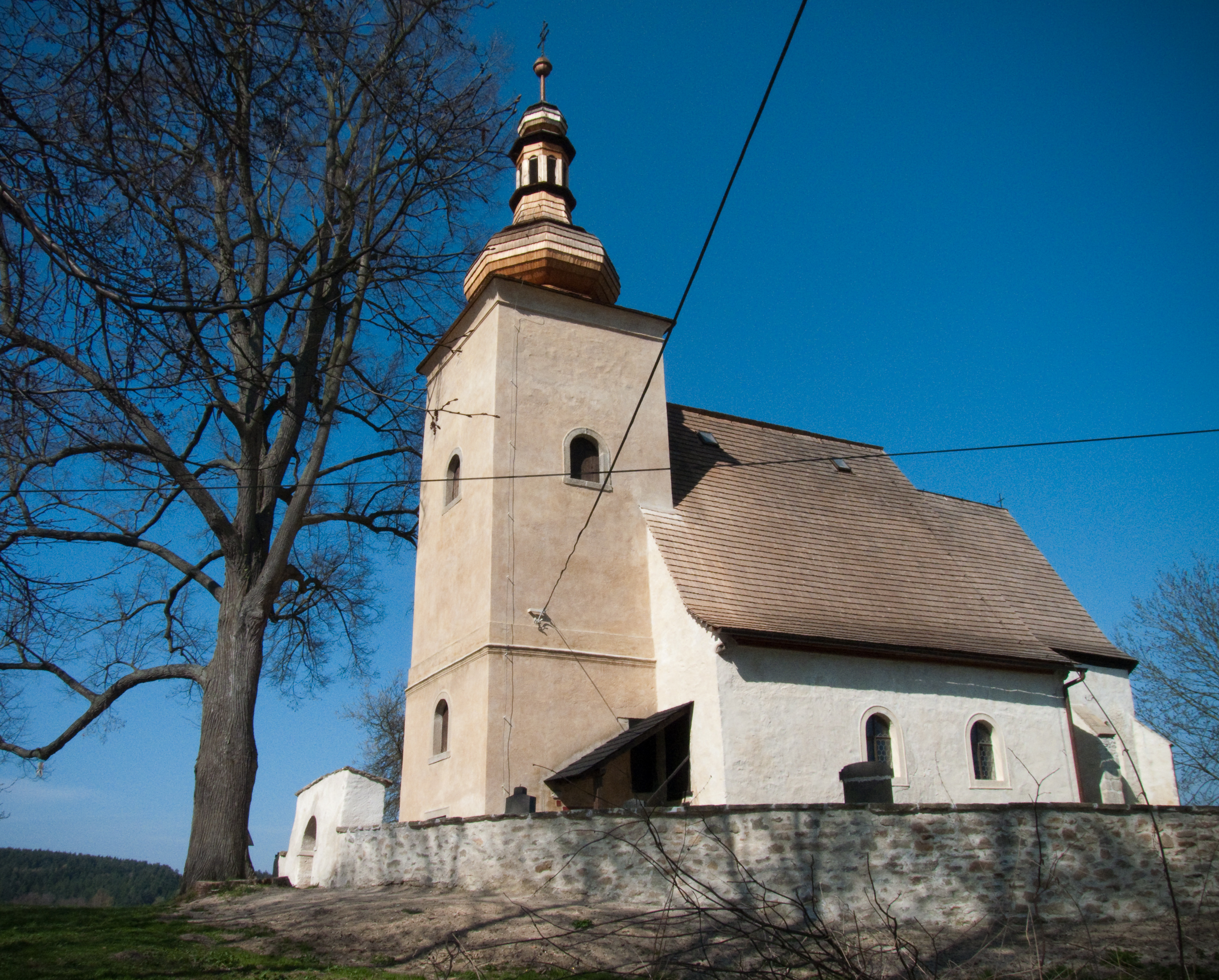
kostel svaté Markéty v Loukově

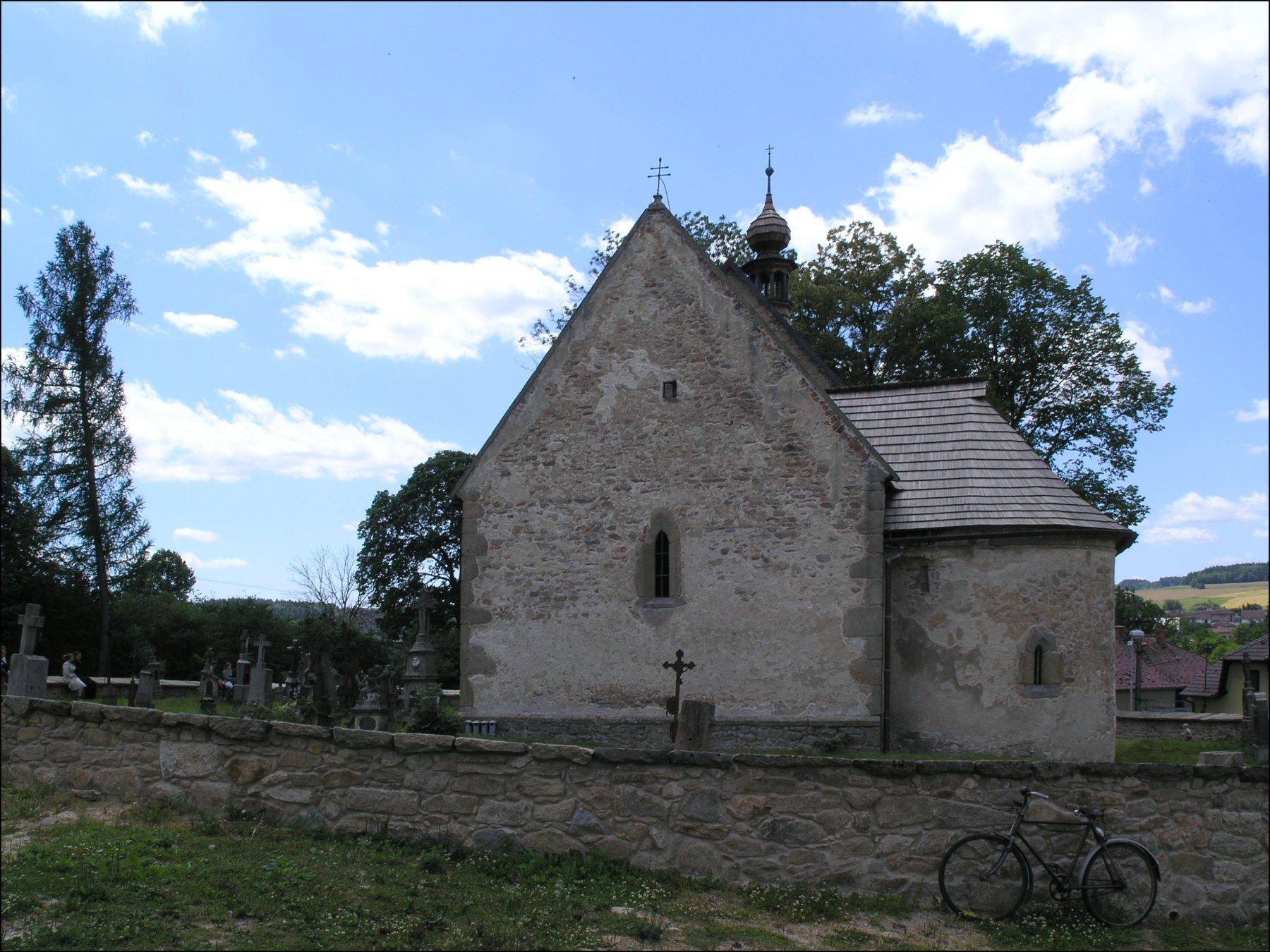
kostel svatého Martina z Tours v Dolním Městě

Podlipnické kostely je skupina tří středověkých kostelů v krajině pod hradem Lipnice na rozhraní okresů Havlíčkův Brod a Pelhřimov. Všechny náleží do farnosti Lipnice nad Sázavou. O údržbu a propagaci kostelů se stará sdružení Přátelé podlipnických kostelů, o. p. s.

## Seznam kostelů
- kostel svatého Jiří v Řečici
- kostel svaté Markéty v Loukově
- kostel svatého Martina z Tours v Dolním Městě